# Liste des discours d'Adolf Hitler
Pour un article plus général, voir Adolf Hitler.

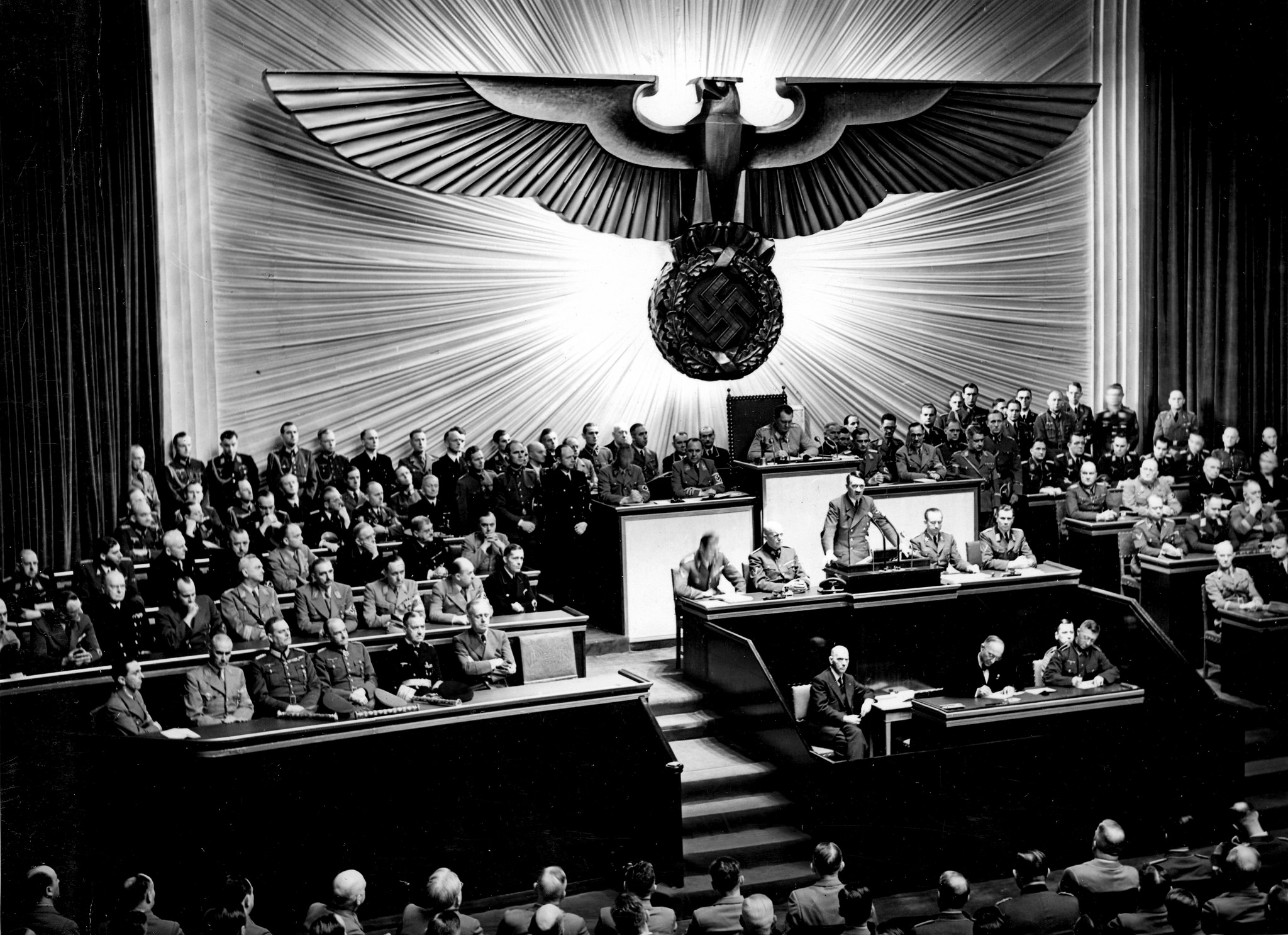
Adolf Hitler à la tribune de l'opéra Kroll le 11 décembre 1941

Cet article est une liste des discours d'Adolf Hitler.

## Liste
| Date         | Date | Lieu                          | Discours                                                                                  |
| ------------ | ---- | ----------------------------- | ----------------------------------------------------------------------------------------- |
| 12 avril     | 1922 | Munich                        | ...                                                                                       |
| 18 septembre | 1922 | Munich                        | ...                                                                                       |
| 13 avril     | 1923 | Munich                        | ...                                                                                       |
| 24 avril     | 1923 | Munich                        | ...                                                                                       |
| 27 avril     | 1923 | Munich                        | ...                                                                                       |
| 1er mai      | 1923 | Munich                        | ...                                                                                       |
| 1er août     | 1923 | Munich                        | ...                                                                                       |
| 12 septembre | 1923 | Munich                        | ...                                                                                       |
| 26 février   | 1924 | Munich                        | ...                                                                                       |
| 27 mars      | 1924 | Munich                        | ...                                                                                       |
| 27 février   | 1925 | Munich                        | Re-fondation du NSDAP                                                                     |
| 23 novembre  | 1926 | Essen                         | Convention du NSDAP                                                                       |
| 16 septembre | 1930 | Munich                        | ...                                                                                       |
| 27 janvier   | 1932 | Düsseldorf                    | Club d'Industrie                                                                          |
| 1er février  | 1933 | Berlin                        | Proclamation à la Nation allemande                                                        |
| 15 février   | 1933 | Stuttgart                     | ...                                                                                       |
| 23 mars      | 1933 | Berlin                        | ...                                                                                       |
| 17 mai       | 1933 | Berlin                        | Discours dit "de la paix" au Reichstag                                                    |
| 13 juillet   | 1934 | Berlin                        | Discours devant le Reichstag, faisant suite à la Nuit des Longs Couteaux                  |
| 8 novembre   | 1934 | Munich                        | ...                                                                                       |
| 9 novembre   | 1934 | Munich                        | ...                                                                                       |
| 21 mai       | 1935 | Berlin                        | Deuxième discours dit "de la paix" devant le Reichstag                                    |
| 12 septembre | 1936 | Nuremberg                     | Deutsche Arbeitsfront                                                                     |
| 14 septembre | 1936 | Nuremberg                     | ...                                                                                       |
| 30 janvier   | 1937 | Reichstag                     | ...                                                                                       |
| 19 juillet   | 1937 | Munich                        | Ouverture de la Maison allemande d'Art                                                    |
| 5 octobre    | 1938 | Berlin                        | Sportpalast                                                                               |
| 9 octobre    | 1938 | Sarrebruck                    | ...                                                                                       |
| 6 novembre   | 1938 | Weimar                        | ...                                                                                       |
| 30 janvier   | 1939 | Berlin                        | « prophétise » « l'anéantissement [des Juifs d'Europe] » au Reichstag                     |
| 1er avril    | 1939 | Wilhelmshaven                 | ...                                                                                       |
| 22 août      | 1939 | Berghof                       | Discours aux commandants de la Wehrmacht                                                  |
| 19 septembre | 1939 | Danzig                        | ...                                                                                       |
| 6 octobre    | 1939 | Berlin                        | ...                                                                                       |
| 10 décembre  | 1940 | Berlin                        | Rheinmetall-Borsig Works                                                                  |
| 24 février   | 1941 | Munich                        | ...                                                                                       |
| 16 mars      | 1941 | Berlin                        | ...                                                                                       |
| 6 avril      | 1941 | Berlin                        | Ordre du jour                                                                             |
| 4 mai        | 1941 | Reichstag, Berlin             | Adresse au Reichstag                                                                      |
| 11 décembre  | 1941 | Opéra Kroll                   | Déclaration de guerre aux États-Unis                                                      |
| 23 mars      | 1943 | Berlin                        | Zeughaus : adresse du Heldengedenktag                                                     |
| 11 novembre  | 1944 | Breslau                       | Jahrhunderthalle : adresse à 10 000 élèves officiers                                      |
| 1er juillet  | 1944 | Berlin                        | Reichskanzlei : Acte d'État, discours funéraire du Generaloberst Dietl                    |
| 4 juillet    | 1944 | Berchtesgaden                 | Platterhof, Obersalzberg : discours au 200 principaux dirigeants de l'industrie allemande |
| 1er janvier  | 1945 | FHQ Ziegenberg                | Führerhauptquartier : adresse radiodiffusée : Discours de nouvel an                       |
| 30 janvier   | 1945 | Chancellerie du Reich, Berlin | Adresse radiodiffusée : anniversaire de l'accession au pouvoir (dernier discours)         |